# Hemanthias aureorubens
Hemanthias aureorubens är en fiskart som först beskrevs av Longley, 1935.  Hemanthias aureorubens ingår i släktet Hemanthias och familjen havsabborrfiskar. Inga underarter finns listade i Catalogue of Life.